# Mun
Mun zvaná také Nammun (thajsky แม่น้ำมูล) je řeka v Thajsku. Je 700 km dlouhá. Povodí má rozlohu 130 000 km².

## Průběh toku
Protéká planinou Korat ze západu na východ. Teče převážně v široké dolině. Nedaleko ústí do Mekongu překonává stupně a vytváří peřeje.

## Vodní režim
V létě dochází k povodním, které jsou způsobené monzunovými dešti. Průměrný průtok vody na dolním toku činí 630 m³/s.

## Využití
Voda se využívá k zavlažování. Na řece leží město Ubonratčatchani.